# DHgate.com
 (mai 2021).
 (janvier 2024).
DHgate.com (chinois simplifié : 敦煌网 ; pinyin : Dūnhuángwǎng) est un marché chinois de commerce en ligne transfrontalier d'entreprise à entreprise (B2B) et d'entreprise à consommateur (B2C). DHgate facilite la vente de produits manufacturés des fournisseurs aux petits et moyens détaillants. Il s'agit de l'une des plus grandes plateformes de commerce en ligne transfrontalier interentreprises en Chine. La société est basée à Pékin et possède des bureaux dans le monde entier, notamment aux États-Unis et au Royaume-Uni.